# Paracobitis hagiangensis
Paracobitis hagiangensis är en fiskart som beskrevs av Nguyen 2005. Paracobitis hagiangensis ingår i släktet Paracobitis och familjen grönlingsfiskar. Inga underarter finns listade i Catalogue of Life.